# Hermann von Rauchhaupt
Hermann Eugen Max von Rauchhaupt (* 13. Juli 1838 in Berlin; † 11. Juli 1891 in München) war ein preußischer Generalmajor.

## Leben

### Herkunft
Hermann war ein Sohn des preußischen Oberst Ludwig von Rauchhaupt (1796–1854) und dessen Ehefrau Albertine, geborene von Alvensleben (1802–1895). Sein älterer Bruder Hugo (1824–1896) war ebenfalls preußischer Offizier und stieg bis zum Generalleutnant auf.

### Militärkarriere
Rauchhaupt besuchte das Gymnasium und das Kadettenhaus in Berlin. Anschließend wurde er am 2. Mai 1857 als charakterisierter Portepeefähnrich dem 31. Infanterie-Regiment der Preußischen Armee überwiesen und avancierte bis Mitte Dezember 1858 zum Sekondeleutnant. Am 11. Juni 1859 folgte zunächst seine Kommandierung zum 31. Landwehr-Regiment und Anfang Februar 1860 zum 31. kombinierten Infanterie-Regiment. Daraus formierte sich Anfang Juli 1860 das 3. Thüringische Infanterie-Regiment (Nr. 71), in das Rauchhaupt versetzt wurde. Ab Heiligabend 1860 war er dann für drei Jahre zur Unteroffizierschule in Potsdam kommandiert und im Anschluss als Adjutant des II. Bataillons in Erfurt tätig. Mit seinem Regiment nahm er 1866 während des Krieges gegen Österreich an den Kämpfen bei Liebenau, Podol, Münchengrätz, Holitz, Königgrätz und Preßburg teil.
Nach dem Friedensschluss wurde Rauchhaupt unter Beförderung zum Premierleutnant in das Infanterie-Regiment Nr. 79 versetzt. Ab Mitte November 1866 absolvierte er dann zur weiteren Ausbildung die Kriegsakademie. Daran schlossen sich Kommandierungen zum Dragoner-Regiment Nr. 5 sowie zum Großen Generalstab an, bevor er am 12. April 1870 zum Hauptmann befördert und zum Kompaniechef ernannt wurde. Bei der Mobilmachung anlässlich des Krieges gegen Frankreich kommandierte man Rauchhaupt als Generalstabsoffizier zum Oberkommando der 1. Armee. In dieser Stellung nahm er an den Schlachten bei Colombey, Gravelotte, Amiens, an der Hallue, der Belagerung von Metz sowie dem Gefecht bei Pontarlier teil. Ausgezeichnet mit beiden Klassen des Eisernen Kreuzes wurde er nach dem Friedensschluss als Generalstabsoffizier zum Oberkommando der deutschen Okkupationsarmee in Frankreich kommandiert.
Unter Stellung à la suite seines Regiments war Rauchhaupt von Anfang Dezember 1871 bis Ende Oktober 1875 Lehrer an der Kriegsschule in Hannover. Anschließend unter Überweisung zum Großen Generalstab in den Generalstab der Armee versetzt, kam er Ende Januar 1876 in den Generalstab der 10. Division und als Major Ende Februar 1877 in den Generalstab des VI. Armee-Korps. Vom 12. Juni 1880 bis zum 5. Dezember 1883 fungierte Rauchhaupt als Kommandeur des III. Bataillons im Großherzoglich Mecklenburgischen Grenadier-Regiment Nr. 89. Dann war er als Oberstleutnant etatsmäßiger Stabsoffizier im Oldenburgischen Infanterie-Regiment Nr. 91. Am 12. November 1885 wurde Rauchhaupt nach Württemberg kommandiert und unter Stellung à la suite des Generalstabes der Armee zum Chef des Generalstabes des XIII. (Königlich Württembergisches) Armee-Korps ernannt. In dieser Eigenschaft avancierte er Anfang März 1887 zum Oberst und erhielt durch König Karl  das Komturkreuz II. Klasse des Friedrichs-Ordens. Unter Entbindung von seinem Kommando nach Württemberg wurde Rauchhaupt am 19. September 1888 zum Kommandeur des Kaiser Alexander Garde-Grenadier-Regiments Nr. 1 ernannt, dass bereits sein Vater von 1849 bis 1854 kommandiert hatte. Anlässlich des Ordensfestes wurde er im Januar 1889 mit dem Kronenorden II. Klasse ausgezeichnet. Unter Belassung seiner bisherigen Uniform wurde Rauchhaupt am 27. Januar 1890 zu den Offizieren von der Armee versetzt und zum Chef des Stabes der I. Armee-Inspektion unter Albrecht von Preußen ernannt. In Ausübung seines Dienstes ist er in München verstorben.

### Familie
Rauchhaupt verheiratete sich am 18. Oktober 1877 in Milostowo mit Frieda von Reiche (1855–1925). Aus der Ehe gingen die Tochter Margaret (* 1878) und der Sohn Hans-Christoph Bruno (* 1880) hervor, der im Ersten Weltkrieg als Hauptmann und Kompaniechef im Reserve-Infanterie-Regiment Nr. 91 diente.